# Música
|  | Aquest article tracta sobre l'art del so. Si cerqueu la professió de realitzar música, vegeu «Músic». |

La música és l'art que mitjançant l'ordenació dels sons en el temps, produeix un efecte estètic i/o emotiu en l'oient. S'expressa mitjançant la combinació de sons, tenint com a elements constitutius la melodia, l'harmonia, el ritme i el timbre. Es manifesta en l'organització dels sons i els silencis en el temps. És l'art de la generació, manipulació i combinació —en simultaneïtat o en successió— dels sons, produïts per veus humanes o per instruments, a la recerca d'una bellesa formal i/o de l'expressió d'emocions, o de complir certes funcions, i produint missatges dotats d'unitat, continuïtat i coherència.
Les seves manifestacions s'acostumen a sotmetre a dictats que tenen validesa dins d'un context cultural concret, tot i que des del segle xviii s'ha dit sovint que la música és un llenguatge universal, idea que ja es troba en el poeta Samuel Rogers, en Christopher North i en Carl Maria von Weber (aquests darrers ja en ple Romanticisme). Habitualment aquestes normes són les de la melodia i les del ritme (i del timbre); i a les societats occidentals, també les de l'harmonia.
En algunes manifestacions musicals no s'aprecia una voluntat veritablement artística —entesa com a vinculació a uns principis estètics, voluntat de sotmetre l'espectador / oient a una experiència estètica—; per tant, existeixen manifestacions musicals que són més aviat formes de comunicació i manifestacions culturals no necessàriament (ni prioritàriament) artístiques. La primera voluntat de la música no sempre és l'artística.
Com a art sonora, requereix dos moments o processos creatius per viatjar del creador al receptor o oient: la composició i la interpretació. Malgrat que en alguns casos —com la improvisació— ambdós poden estar indissolublement units, no per això deixen de ser dues fases diferents però del tot necessàries, àdhuc en els repertoris tradicionals.
La música ha acompanyat les societats humanes des dels seus orígens, amb formes, funcions, manifestacions i productes molt diversos, segons cada context i moment. L'expressió musical és una constant de l'espècie humana malgrat que el camp semàntic del mot no sigui plenament coincident a tot arreu i en totes les llengües com en el cas de l'àrea islàmica de llengua àrab en què no inclou el cant a la mesquita.
Alguns corrents filosòfics han posat l'èmfasi en el seu caràcter efímer i en el fet que només existeix veritablement en el moment en què sona. Per això adquireix tanta importància l'estudi dels elements que permeten fixar-la; tradicionalment ha estat la notació i més modernament l'enregistrament; per a altres, la societat en què es donen els processos que la integren.
Ha estat sobretot l'etnomusicologia la que ha posat l'accent en el fet que la música no és sols —o potser no és tant— un producte —de la composició i la interpretació— sinó que més aviat —i sobretot— és un procés, un conjunt de processos, d'accions humanes que es donen en la societat. Paral·lelament, ha destacat el paper que té la música com a creadora de consciència de grup i d'identitats col·lectives, com en els himnes nacionals, religiosos o esportius.
A part de constituir l'essència de fenòmens ben vius a la nostra cultura com el concert i els enregistraments, la música continua servint a una considerable varietat de funcions vinculades als rituals, a la coordinació del moviment corporal, la comunicació, la socialització, etc., a més de l'entreteniment o l'oci.

## Etimologia
El mot música prové directament del terme llatí musica que el pren del grec μουσική/mousiké (de les muses), adjectiu que dona com a implícit el substantiu τέχνη/techne (art o tècnica), de manera que el conjunt seria l'art o la tècnica de les muses, figura de la mitologia grega i romana. Originàriament, doncs, el mot no indicava cap art en particular sinó en general a totes les arts de les muses, i es referia a quelcom de perfecte i bell.

## Diverses accepcions del concepte

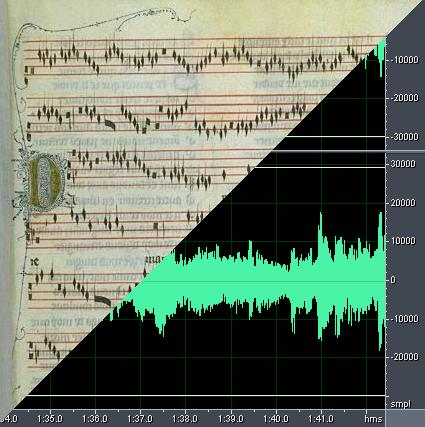
Música: un mateix mot amb connotacions molt diverses per a persones diferents

Al darrere del mot i del concepte música, hi ha, i hi ha hagut, una gran diversitat de significats que a voltes s'exclouen respectivament, i a voltes se sobreposen. Entre aquestes destaquen:
- La música com a so organitzat. Algunes de les definicions més freqüents de música són les que ho fan en relació al so: l'art del so organitzat, o l'art de produir sensacions mitjançant els sons i els silencis. Aquestes definicions han estat especialment acceptades i aprofundides d'ençà del segle xix en què s'inicià l'estudi científic de les relacions entre so i percepció.

En aquest context s'inscriu la definició que s'atribueix a Edgard Varèse de música com a so organitzat, i també la de l'Encyclopaedia Britannica que en la seva 15a edició descriu que «atès que no hi ha sons que puguin ser descrits com a inherentment no-musicals, en cada cultura els músics han tendit a restringir la franja de sons que estaven disposats a admetre». És John Blacking el que afegeix un detall important a la definició de Varèse: «la música és so humanament organitzat».
- La música com a experiència subjectiva. Una altra de les definicions de la música –com a mínim des que la va donar Jean-Jacques Rousseau al seu Diccionari de la Música[7] la vincula a sensacions plaents, agradables, a l'oïda. Alguns sons organitzats queden fora del concepte de música en produir sensacions no plaents. Aquesta definició posa èmfasi en la variabilitat del que pot ser i pot no ser considerat música, en com un mateix producte pot ser—ho o no en contextos culturals diferents. En aquesta línia, Jean-Jacques Nattiez[8] opina que atès que la música és allò que la gent decideix de reconèixer com a tal, el soroll és tot allò que és reconegut com a ingrat.
- Música com a llenguatge (vegeu llenguatge musical). Una dimensió que s'inicia al segle xviii, basant-se en la capacitat comunicadora de la música —com si fos un llenguatge— que permet expressar emocions, i a la possibilitat d'articular-ne la forma prenent com a punt de partida l'articulació del llenguatge i, en concret, les lleis de l'oratòria i la retòrica. Aquesta capacitat expressiva renovà la seva vigència en el Romanticisme i es revalidà al segle xx sobretot de la mà de la música per al cinema, la de les bandes sonores. Així i tot, grans personalitats han posat en dubte aquesta capacitat de la música d'expressar emocions concretes[9]
- Música com una categoria de la percepció. Aquest enfocament cognitiu, menys habitual, assegura que la música no és només so, o ni tan sols la seva percepció, sinó més aviat una representació interna que construeixen conjuntament la percepció, l'acció i la memòria, i ve influïda pel cognitivisme. Altres arts com per exemple la dansa també estan sotmeses a aquest punt de vista.
- Música com a aprofundiment històric i antropològic. El camí i l'evolució del pensament musical corre en paral·lel al camí de l'home en la història. L'antropologia ha trobat en l'etnomusicologia respostes que altres estudis sobre l'home no arriben a donar.
- Música com a constructe social. Les teories postmodernes estableixen que la música ve definida, sobretot, pel seu context social. Des d'aquest punt de vista, doncs, la música és tot allò que algú determina que és música, ja sigui feta de silenci, de sons o de performance. La famosa obra 4′33″ (4 minuts i 33 segons) de John Cage és a l'origen d'aquesta concepció de la música.
- Música com a cura del cos i/o de l'esperit (vegeu musicoteràpia). De molt antic i en moltes societats s'han valorat les qualitats alliberadores de la música, ja sigui creant-la, interpretant-la o escoltant-la. Els partidaris d'aquesta accepció hi inclouen la participació en manifestacions musicals col·lectives de tota una societat, per exemple en nombroses societats africanes subsaharianes.
- Música com a sinònim de música instrumental. En el llenguatge popular encara continua essent habitual sentir a parlar de la música i el cant com a dues realitats separades.

A causa d'aquesta varietat de definicions i d'enfocs conceptuals, l'estudi de la música es porta a terme d'una gran varietat de maneres i amb enfocaments i mètodes igualment diversos, tot i que aquestes disciplines i vies d'estudi també han, si no creat, almenys desenvolupat aquestes accepcions. Entre aquestes nocions de la música cal destacar les que es porten a terme des de l'acústica, la teoria de la música —ella mateixa també dividida en altres disciplines, la musicologia, l'etnomusicologia, l'antropologia, la interpretació o la història de la música.

## L'organització del discurs musical
Des del punt de vista de la música, hom considera que el so musical, compta amb quatre qualitats o característiques en les quals recolzen els elements bàsics del discurs musical:
- L'altura del so, que depèn de la freqüència amb què vibra el material que produeix aquest so, i que ens permet distingir si un so és més o menys agut o greu. En la immensa majoria de cultures musical, no totes les altures són utilitzables musicalment sinó sols aquelles que estan a una determinades distàncies de les altres. Així cada cultura crea el seu sistema melòdic amb els seus intervals, les seves escales enteses com l'ordenació dels sons que apareixen en una peça de música; la suma de totes les disponibles en una cultura configuren un sistema tonal que ve caracteritzat, sobretot, pels intervals entre aquests sons, i per la importància i les funcions que fa cada un d'aquests.[10]
- La durada del so, que distingeix entre sons més llargs o més curts, i estableix les relacions de proporcionalitat d'aquestes diferències de durada. De manera semblant a com les altures generen un sistema melòdic i tonal, les durades generen un sistema rítmic i mètric propi de cada cultura musical.
- La intensitat, que depèn de l'amplitud de l'ona i permet distingir entre sons forts i sons fluixos i la gradació entre ells.
- El timbre, que depèn tant del material que vibra en l'instrument que produeix aquest so, com del material i la manera com és excitat perquè entri en vibració. Ens permet distingir quin instrument emet aquest so i —juntament amb la textura ens permet situar—nos ràpidament en l'estil o la cultura a la qual pertany una música.

D'aquestes, emergeixen els elements bàsics que organitzen el discurs musical:
- La melodia entesa com a successió de sons musicals en funció de les seves respectives altures.
- El ritme entès com l'organització de la música en el temps i com a successió de sons musicals en funció de llurs durades, que acostumen a regir-se per un sistema de proporcionalitat —excepte en els casos de ritme lliure), ja sigui binària o ternària, i que pren com a patró de mesura la pulsació. Qualsevol melodia conté en si mateixa un ritme, de manera que la seva separació és més aviat una abstracció. Vinculats al ritme hi ha el tempo, que acaba determinant la durada absoluta de cada figura, i la mètrica, íntimament lligada al ritme tot i que no té a veure amb les durades sinó amb els accents i per tant, amb la intensitat.
- L'harmonia entesa com a simultaneïtat de sons (vegeu Acord (música)) i, per extensió, com a successió de simultaneïtats de sons.
- El contrapunt com a simultaneïtat de melodies, com a polifonia; a la vegada aquest genera unes harmonies; contrapunt i harmonia esdevenen dues visions parcials d'un fenomen que ben sovint és únic i té dues dimensions: la melòdica, anomenada, sovint, horitzontal en referència a com es llegeix sobre la partitura, i l'harmònica, o acordal, anomenada també vertical.
- La textura entesa com a qualitat global del so d'una obra musical, i com a resultat del nombre i qualitat de les veus existents i de la relació entre elles.
- La instrumentació, el tractament del timbre i dels instruments als quals s'atorguen les diferents parts de què consta l'obra.
- La forma o la manera concreta com s'organitza internament en diferents parts o seccions d'una obra, fet al qual poden contribuir en graus diversos tots o una part dels elements anteriors. Una manera figurada de parlar[nota 2] que alguns teòrics han substituït per 'creixement'[11]

Més enllà d'aquesta divisió, en l'opinió de Bruno Nettl, un dels elements que millor defineixen una música o un estil musical és la qualitat general del so que ve determinada conjuntament pel timbre i per la textura, a part d'altres elements.

## Història de la música

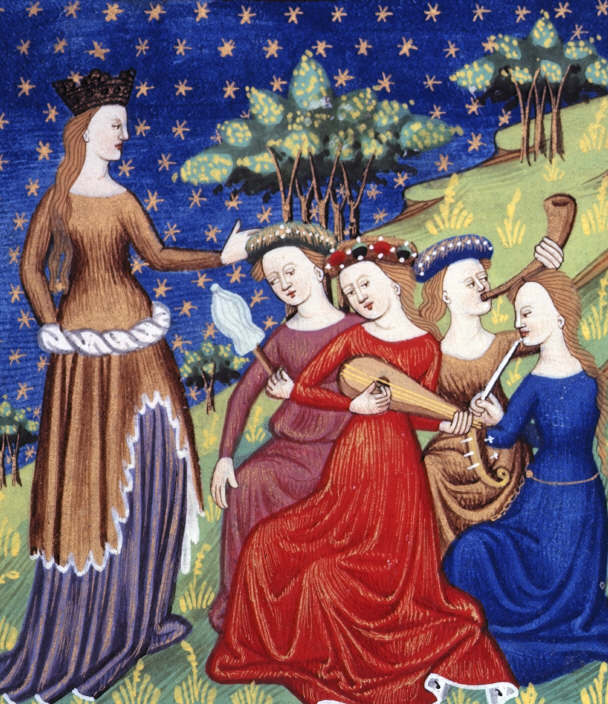
La història de la música estudia l'evolució de tots els elements del fenomen musical. Miniatura francesa de començaments del on apareix una reina amb quatre serventes tocant instruments musicals

La història de la música és el conjunt dels processos de canvi que ha viscut i viu la música al llarg dels temps i, alhora, la disciplina que estudia aquests processos.
El seu camp d'estudi podria ser la música de qualsevol cultura i moment històric però, en general, s'ha circumscrit a unes poques manifestacions de la música erudita europea, en especial la composició i els estils musicals i, secundàriament, la interpretació, sobretot referits als grups socials predominants i a les grans ciutats, centrant—se en la música entesa com a obra, com a obra d'art autònoma, referint—se més al passat que no pas al present, i establint unes fites que quedaven com a punts i figures culminants d'una evolució basada en uns criteris concrets que hom tendí a considerar universals. Per contra, continuen sense formar part d'allò que majoritàriament s'entén com a 'història de la música' —tot i que sí que es fa molta recerca en aquests camps però que no sempre transcendeix al terreny de la difusió majoritària— els fenòmens de difusió i influència, de còpia i transformació, d'aprenentatge, els punts de vista dels públics i dels grups no dominants (el pagesos, les dones…), els elements econòmics i d'altra índole que justificaven la música, les institucions musicals, els seus usos i valors simbòlics, etc. dels diferents moments històrics.
La història de la música ha anat evolucionant, també —això ho estudia la historiografia de la música— i s'ha beneficiat de les aportacions d'altres disciplines com la història, la història de l'art, la iconografia, l'arxivística, l'hermenèutica, la paleografia, l'organologia, l'anàlisi musical, els estudis culturals, la biografia, la paleografia musical, etc. Els seus continguts són presents a quasi tots els estadis de l'educació musical, a l'ensenyament obligatori, al postobligatori, al nivell universitari, i als conservatoris i escoles de música.
La història de la música habitualment s'ha referit o bé a Europa o bé a les grans civilitzacions extra-europees (i també de les societats prehistòriques), ja siguin de l'antiguitat (Antic Egipte, Mesopotàmia, Xina, l'Índia...) o més modernes però que han desenvolupat tant sistemes teòrics importants i com contactes amb la societat occidental (món àrab, civilitzacions precolombines, ...). En el cas de la música europea i occidental en general, s'han construït unes perioditzacions que —fruit del tipus d'història que s'ha aplicat—, sobretot venen donades per les característiques de l'estil que en cada època han practicat les figures més destacades de la composició treballant als centres neuràlgics de la vida musical. També ha estat habitual que l'estudi de la música a Grècia i Roma fossin tractades com a antecedents —sobretot en el pla de la teoria— de la música europea.
El resultat més habitual d'aquesta periodització ha estat el següent:

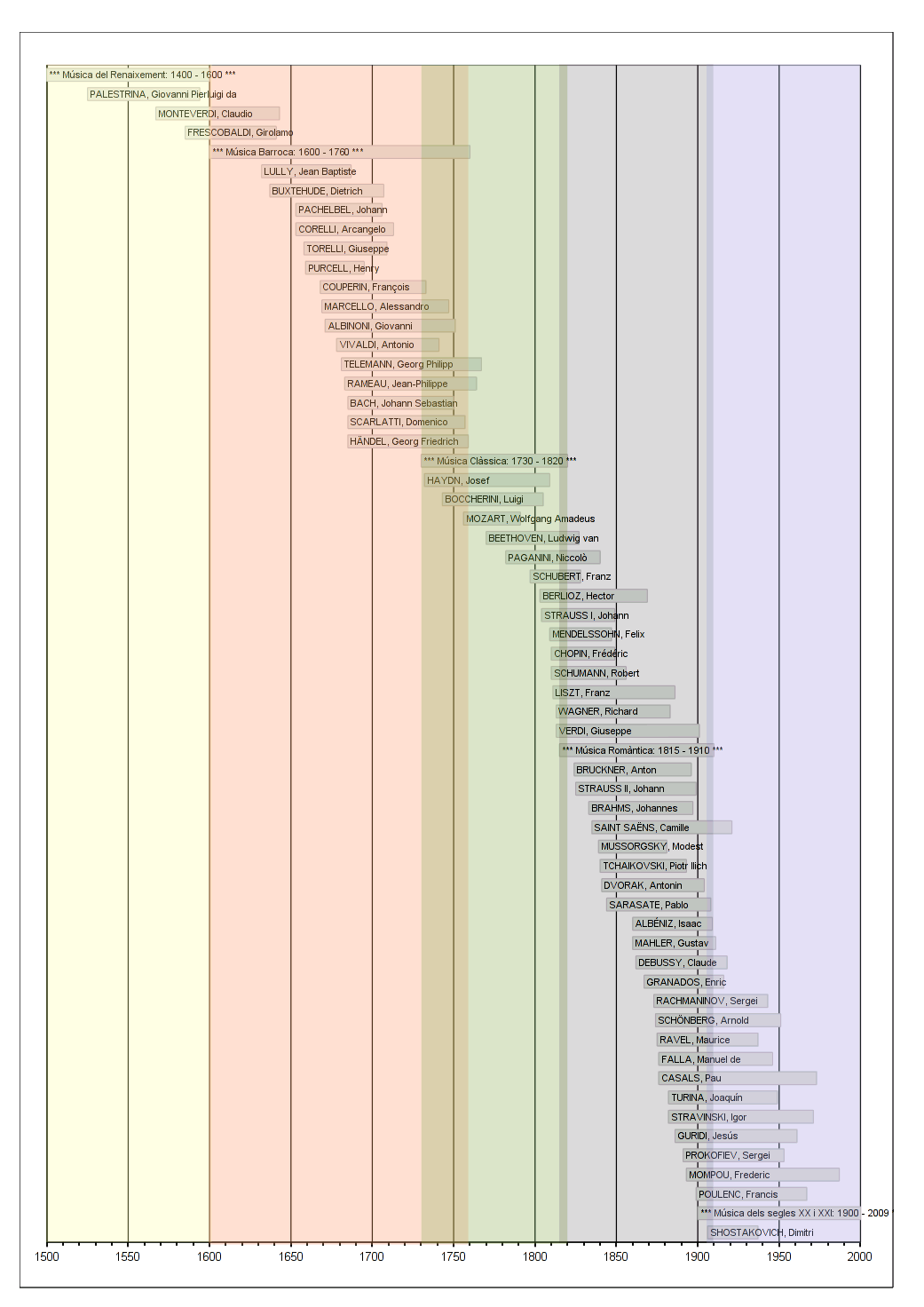
Compositors occidentals entre els segles i XIX i èpoques històriques

- Música medieval: música monòdica. Tot i que la seva pràctica s'estén des de l'alta edat mitjana fins a molt més enllà de l'aparició de la polifonia, habitualment s'ha tractat com un sol bloc.[17]
- Música medieval: primer estil polifònic: Ars antiqua, entre els segles x i xiii.
- Música medieval: segon estil polifònic: Ars nova, al segle xiv.
- Música del Renaixement, als segles xv i xvi.
- Música del Barroc, corresponent al segle xvii i primera meitat del xviii.
- Música del Classicisme, aproximadament entre 1740 i 1820.
- Música del Romanticisme, des de 1815, aproximadament, i durant tot el segle xix, amb prolongacions durant el segle xx.

- Música del segle XX i del segle xxi, denominació genèrica que engloba tota la música que des de finals del segle xix trencà amb els elements principals que havien caracteritzat la major part de la música europea fins llavors: la tonalitat, el ritme, el timbre, la forma, la melodia, l'harmonia, la intervàl·lica, etc. i creà nous llenguatges.
- No hi ha unanimitat sobre com enllaçar amb aquest panorama el tractament de les músiques populars del segle xx, que ben sovint es disposen com a capítols finals de les històries generals de la música.

El fet que una mateixa denominació, classicisme per exemple, denominés a vegada un estil i un període ha generat abundant controvèrsia. No són pocs els que s'han preguntat si l'estil del classicisme ha estat l'únic practicat en el període del classicisme, o si la música de tots els autors de l'època pot rebre realment el qualificatiu de classicisme i si, en definitiva, estil i període del classicisme realment tenen la mateixa cobertura.

## Música, cultura i societat

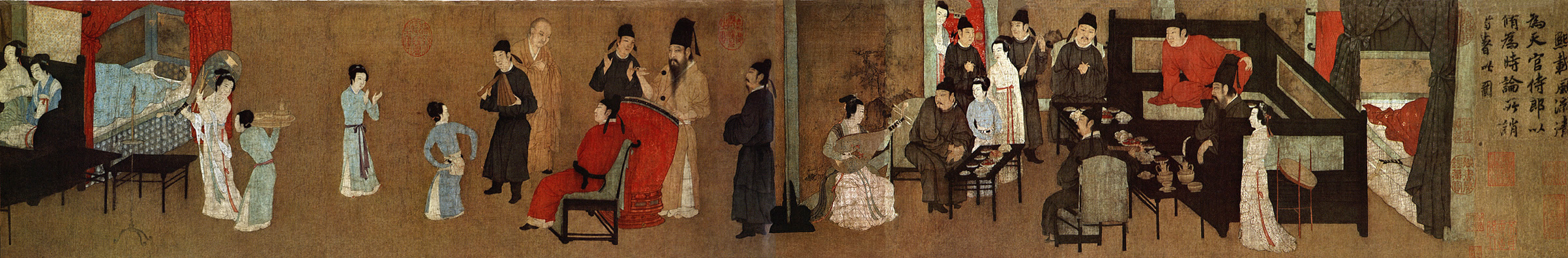
Músics entretenint una vetllada en una pintura xinesa sobre seda, del. Còpia d'un original del segle X Música taoísta.

El valor i els efectes que produeix una música depenen sobretot del context, que li sàpiga o no atorgar aquest valor i efectes. Cada conjunt de manifestacions musicals —amb els seus estils, gèneres, estructures, manifestacions, usos, funcions i càrrega simbòlica— tenen validesa exclusivament dins d'una societat (o diverses) que comparteix uns trets culturals. Cada música és plenament comprensible només en la mesura en què hom es fa seus certs elements de la cultura en la qual una determinada música s'insereix. És probable que la música de Mozart —probablement el més estimat dels músics occidentals— no tingui cap atractiu, interès o significat per a una persona d'una altra cultura. La música és un fenomen universal però no un llenguatge universal, si més no tal com s'havia imaginat al segle xviii.
El relativisme cultural ha permès abordar l'estudi de les diferents músiques sense la visió etnocèntrica que abans tenia l'estudi de la música. L'etnomusicologia com a disciplina que primerament ha entès la música com a resultat d'uns comportaments humans que estan configurats per un valors, actituds i creences culturals concrets també ha estat la primera a abordar-ne l'estudi com a producte cultural que no podia ser estudiat fora del seu context social i cultural. Aquest enfocament va passar progressivament per tres etapes: la música en el seu context social (recolzada en la musicologia); la música en la cultura (basada en l'etnografia) i la música com a cultura (amb arrels en l'antropologia).

### Professions de la música a la nostra societat
L'especialització professional de la societats avançades també ateny a la música que ha vist néixer una sèrie de professions molt diverses entre els quals podem esmentar:
- Els que produeixen el so; en primer lloc els que el componen i l'arrangen, i els que l'interpreten, des de la direcció, els instruments i el cant, i en cada un dels estils. També els tècnics de so.
- Els intermediaris, que fan que aquest so arribi a l'oient. Entre ells esmentem els educadors i animadors musicals, els musicoterapeutes, els professionals vinculats a l'edició d'enregistraments i de partitures, a la premsa musical, a la construcció i conservació d'instruments, a la recerca, la preservació i difusió dels materials musicals, especialment del passat, en arxius i museus (com el Museu de la Música de Barcelona), i les professions directament vinculades a les empreses musicals.

Només una part d'aquestes professions encaixen amb allò que normalment s'entén per músic, aproximadament les mateixes que s'han ensenyat als conservatoris. És habitual que una mateixa persona desenvolupi diverses d'aquestes tasques professionals.

### Indústria musical
La indústria musical, o music business en l'expressió més freqüent en anglès, és el terme emprat per referir-se al conjunt d'empreses i organitzacions vinculades a la música que tenen com a objectiu l'enregistrament, divulgació, comercialització i venda de música enregistrada en estudis de gravació, però també de revistes i d'esdeveniments musicals en directe: concerts i altres formats semblants. En un sentit més ampli també pot incloure altres formes de comercialització musical (instruments, partitures, educació, ràdio…)
En allò que es refereix als enregistraments, el panorama majoritàriament està dominat per les anomenades majors, els segells discogràfics amb un major volum de vendes.
La indústria musical s'inicia al segle xix quan els organitzadors de concerts inicien accions de cara a la construcció de sales de concerts cada vegada més grans per tal d'ampliar el volum de vendes d'entrades per a cada concert, la qual cosa comporta, finalment, el conegut creixement de les dimensions de les orquestres i del seu volum sonor. A partir de 1880 s'hi afegeix la indústria fonogràfica.

### Cultures i tradicions musicals no europees

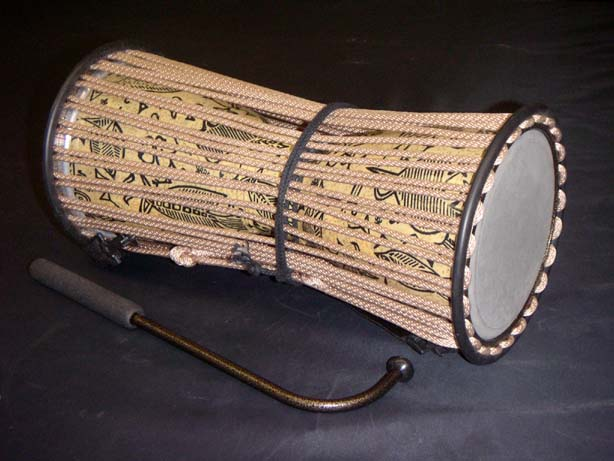
Tambor parlant africà. En diverses cultures africanes existeixen intensos i estrets vincles entre la parla i la música

Atès el caràcter no sols artístic sinó també cultural de la música, cada sistema cultural ha desenvolupat les seves pròpies formes de música, i el grau d'importància de cada una d'aquestes tradicions pot estar amb relació a la major o menor centralitat que aquesta ocupi en el seu sistema cultural particular. Més enllà d'aquesta visió que –en el concepte encunyat per Harris anomenaríem emic i etic, el cert és que l'estudi de tradicions musicals no europees portat a terme des d'Occident s'ha centrat sobretot en les que han desenvolupat uns sistemes teòrics més forts i potents, i/o que han exercit una influència notable sobre altres cultures, entre les quals es troba la mateixa cultura europea.
Així, exclusivament des d'aquest punt de vista, destaquen, la tradició musical xinesa, que es remunta al tercer mil·lenni abans de Crist i que irradià a la major part dels restants països d'Extrem Orient (Japó, Corea, el Sud-est asiàtic, etc.), la música de l'Índia, amb el seu ric corpus teòric, i que també influí en la música d'altres cultures asiàtiques (Tibet, Indonèsia, etc.), les diverses tradicions musicals àrabs d'entre les quals sobresurt —per diverses raons entre les quals es troba la rica i complexa teorització— la música tradicional persa, o les tradicions musicals indígenes d'Amèrica del sud que —en simbiosi amb les tradicions d'arrel europea— han donat lloc a bona part de les actuals mostres de la música sud-americana, i les diferents cultures musicals africanes subsaharianes algunes de les quals són l'antecedent de molts dels elements presents en les músiques americanes actuals, i en la música popular moderna.

## Obra musical

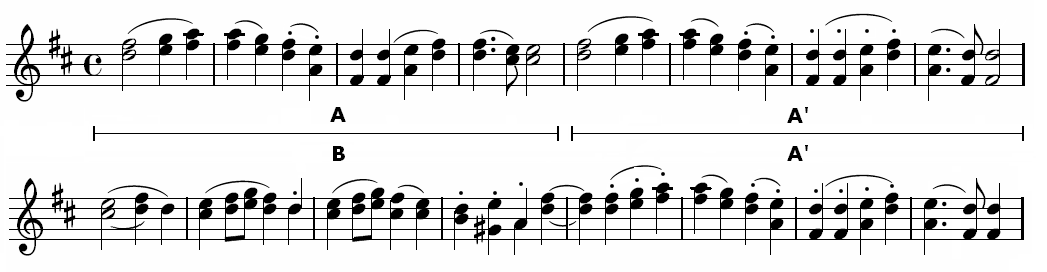
L'Oda a l'alegria, que forma part del quart moviment de la novena simfonia de Beethoven figura entre les músiques més conegudes a la nostra societat

La música es manifesta —més en unes cultures que no pas en altres, però en un cert grau en la majoria d'elles— a través de l'obra musical entesa com un objecte dotat d'intencionalitat, la unitat i la identitat del qual es deuen al seu tempo, espai, moviment i forma musical. Objecte de percepció estètica o vinculada a altres àmbits de la percepció (la pertinença al grup, etc.), la seva existència heterònoma es concreta en la seva execució, ja sigui davant d'unes persones que adopten el perfil de públic o no, o a través del seu enregistrament, o de la seva digitalització. De fet, preguntar-se què és una obra musical passa directament per preguntar-se, també, què és la música.
La mateixa essència de la música permet interrogar-se sobre la vivència de la música abans de la seva execució i sobre la supervivència —i fins i tot perennitat— després d'aquesta; de quina manera es perpetua, a través de la recepció en la memòria dels oients, tamisada cadascuna pel sistema cultural que li és propi; això sense comptar amb els significats i valors afegits amb els quals un bon nombre d'obres es doten a través de les múltiples funcions que se'ls atorguen (L'escolta de l'Oda a l'alegria, de la Novena Simfonia de Beethoven probablement per a alguns ja sigui l'escolta de l'himne de la Unió Europea més que no pas la d'una obra del segle xix)
La força de l'obra musical, que li dona aquesta centralitat en si del conjunt d'elements que integren la música, és la causa que, sovint, l'estudi de la música hagi esdevingut l'estudi de les obres musicals (l'anàlisi musical esdevé anàlisi d'obres musicals, la història de la música esdevé història de les obres musicals, etc.).
La partitura —sobretot a partir del moment en què permet 'capturar' el so amb un grau de definició suficient— i posteriorment l'enregistrament— ha canviat aquesta 'volatilitat' de l'obra musical, amb la diferència que la partitura restava molt lligada al seu autor i l'enregistrament —amb diferències segons els gèneres— resta més aviat vinculada a l'intèrpret.

## Taxonomies: Gèneres i estils
Un gènere musical és un constructe categorial i tipològic que identifica obres musicals com a pertanyents a una determinada categoria i tipus, en distingir-la d'altres tipus i en constatar que comparteix característiques rellevants amb altres obres que s'inclouen a la mateixa tipologia. Allò que fa que diverses obres comparteixin gènere són les pràctiques musicals —dels autors, dels oients ...— que aquestes impliquen.
Entre aquestes característiques en comú hi ha l'estil, l'estructura, el so (i, per tant, el timbre i la textura), el text i la temàtica, si en té (així, distingeix entre música religiosa i música profana), els públics que en són seguidors habituals i els seus comportaments, les funcions d'aquestes músiques, etc. No tots aquests elements incideixen sempre amb la mateixa importància ni sempre és fàcil saber quan cal parlar de gèneres i quan de subgèneres inclosos dins d'un gènere. És cabdal el fet que el gènere acaba essent una categorització d'ús de les músiques: establim relacions de proximitat amb els gèneres i això ens permet intuir el grau de proximitat amb obres classificades dins de cadascun d'aquests gèneres. En aquest sentit és un element fonamental per a la indústria musical.
Una distinció tradicionalment considerada com a bàsica entre gèneres ha estat la de música clàssica (en anglès Art music, és a dir 'música artística'; també se l'ha anomenat 'culta' o 'erudita' quan s'ha volgut fugir del tòpic de 'clàssica'), música tradicional (posteriorment anomenada també música ètnica) i música popular. A partir de la dècada de 1980 amb aportacions de l'etnomusicologia, i la dels 1990 amb un notable canvi en el món de la composició aquesta distinció ha perdut força. Alguns musicòlegs com Nettl o Blacking defensen que la música clàssica sols és un més dels molts tipus de música tradicional o ètnica. Pertany a una tradició i a una ètnia.
Atès que la forma musical i l'estil són elements que intervenen en la determinació del gènere, és fàcil comprendre que a vegades forma, estil i gènere són conceptes que es barregen o es confonen. Així, madrigal pot aparèixer a voltes com un gènere i a voltes com una forma; semblantment, i especialment en el món de la música popular, és fàcil que un mateix mot —Heavy metal, per exemple— aparegui en uns llocs com a estil i en altres com a gènere. Les diverses llengües europees no mostren una correspondència exacta entre aquests tres conceptes.
Un estil musical és una categoria que agrupa un cert nombre d'obres en funció de la seva sonoritat, del so que els imprimeixen els autors i els intèrprets, i que depèn tant dels efectius sonors —veus i instruments— que hi intervenen, com de les tècniques —d'interpretació i de composició— que s'han posat en joc.
Hom parla d'estil personal d'un autor o intèrpret (o grup en el cas del rock) o fins i tot de l'estil de cada època en la vida d'alguns autor. Hom parla també d'estil d'un conjunt d'autors o cantants o grups de música moderna, i hom parla, fins i tot, d'estil musical d'una determinada època. En aquest darrer sentit, el concepte d'estil ha estat el més important a l'hora d'establir períodes en la història de la música. Cal tenir present, però, que en aquest cas, allò que es pot perioditzar —habitualment de forma aproximada— és el moment d'aparició d'un estil entre els autors o intèrprets d'avantguarda però no pas (o en menor mesura) la seva permanència en els hàbits de la composició, i molt menys encara, en els de la recepció. El soul és un estil —i un gènere— musical 'dels' anys 50 en tant que aparegué en aquella dècada, però se n'ha continuat component i, sobretot, escoltant.

## Educació i estudi

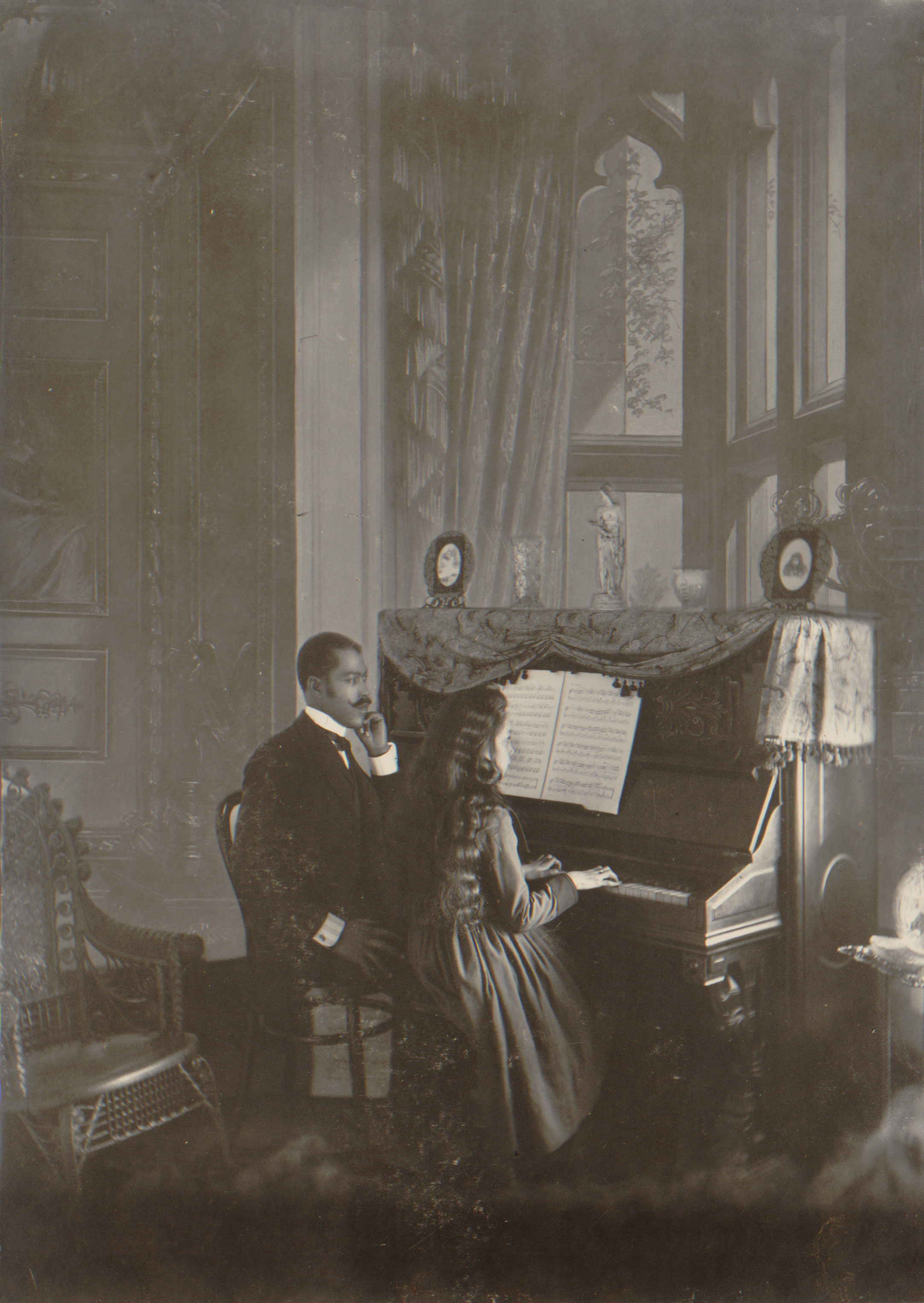
Classe de piano als EUA, ca. 1900. Les formes que ha pres l'educació musical han canviat enormement al llarg del temps

### Nivells no professionals

#### Règim general
Mentre que en diverses societats africanes l'aprenentatge de la música per part dels infants és informal a les societats occidentals ha esdevingut comú la presència de l'aprenentatge musical en les diferents etapes formatives, des de l'educació preescolar. Els diferents estats s'han incorporat a aquest corrent en moments diversos. La presència de la música en els currículums escolars sovint s'ha entès com una contribució important d'aquesta al desenvolupament de determinades capacitats com la concentració, el comptar, l'escolta i la cooperació, a més de millorar la comprensió del llenguatge, les habilitats de memorització i crear un ambient propici per a l'aprenentatge de les altres àrees.
És habitual a l'educació primària aprendre a tocar un instrument, normalment la flauta de bec i tenir experiències amb altres instruments, bàsicament instruments de percussió (sovint seguint el Mètode Orff), cantar en petits cors, i aprendre tant sobre la història de la música occidental com sobre la música de la pròpia cultura, a través de l'escolta i de la interpretació, a més dels rudiments de la lectura i de l'escriptura.
A l'educació secundària hom té l'oportunitat de tocar i/o cantar en conjunts corals, instrumentals o mixtes, i de manipular programes informàtics d'enregistrament, escriptura i interpretació musical, seqüenciadors, etc. En els darrers anys s'han incorporat els treballs amb repertoris de la música moderna i les activitats de creació (composició i improvisació) s'han sumat a les habituals d'escolta, lectura, anàlisi i interpretació.
En alguns països i sistemes educatius, les escoles de secundària ofereixen classes d'instrument.

#### Escoles de música
L'escola de música, tal com l'entén l'EMU (European Music School Union) és un tipus de centre dissenyat per a l'aprenentatge i la pràctica musicals, amb caràcter no professionalitzador, obert a totes les persones de totes les edats i a totes les músiques, i tradicions i repertoris musicals.
Llurs currículums i estructures de funcionament difereixen força d'un territori a un altre i reflecteixen tant les tradicions locals com la distància que han sabut prendre de l'educació professionalitzadora que donen els conservatoris, obrint-se a tothom, a tradicions musicals que rarament havien estat academitzades, i per deixar de pensar en l'assignatura de llenguatge musical com a centre o eix d'aquesta educació i en el seu lloc posar-hi pràctiques interpretatives col·lectives diverses.

#### Nivell universitari
En uns països més que en altres, al nivell universitari, els estudiants d'arts i d'humanitats tenen la possibilitat de rebre crèdits per cursos de música habitualment dedicats a la història de la música o a l'apreciació musical, que se centren en l'escolta i el discerniment auditiu. Sovint també compten amb conjunts musicals en què poden participar estudiants no de música. Els cursos de música occidental a l'extrem Orient, i els de músiques no occidentals en determinades universitats, sobretot dels Estats Units han conegut una notable expansió.

### Estudis professionals

#### Els conservatoris
Els conservatoris, un tipus d'establiment que a partir de principis del segle xvii començà a destacar pel prestigi de l'ensenyament que donaven i la qualitat dels intèrprets que en sortien, adquiriren l'estructura que els ha caracteritzat fins a gairebé les acaballes del segle xx a partir de la remodelació del Conservatori de Música de París, l'any 1795.
Tradicionalment, el seu currículum s'ha centrat en les classes col·lectives dels diferents elements que configuren el discurs musical, i en les individuals de cada instrument i del cant. Entre les primeres, l'estudi del solfeig i la teoria va deixar lloc a l'assignatura de llenguatge musical a la qual li segueixen, l'harmonia, l'anàlisi, les formes musicals, la història de la música i, ja en els estudis superiors, altres com el contrapunt, la instrumentació, l'orquestració, etc. D'altra banda, a l'estudi de l'instrument s'hi suma el de la música de cambra i altres assignatures de música de conjunt.
En aquests moments, a l'Estat espanyol, hi ha dos tipus de conservatoris: els de grau professional, per a alumnes entre els 12 i els 18 anys, i els de grau superior, a partir d'aquesta edat mentre que a la majoria d'altres estats el conservatori és un establiment d'educació superior.

#### Estudis acadèmics
Pitàgores ja havia posat en relleu les íntimes relacions entre la música i l'aritmètica. Per la seva banda, Plató a La República —vers el 530 aC— recorda que la música i l'astronomia són ciències germanes. Al segle v de la nostra era, Martianus Capella ja presenta la música com una de les set arts liberals.
Amb Boeci, l'estudi acadèmic (o teòric) de la música ja es distingeix netament de la pràctica musical interpretativa, i del seu estudi. La música entesa com a praxi, la música dels músics, resta mancada de consideració i en una posició subalterna —fins al Renaixement—, com una art mecànica, en respecte a la música entesa com a saber (Teoria) que serà l'única que tindrà veritable reconeixement de música durant segles, i que hauria de ser ensenyada dins del quadrivi, juntament amb l'aritmètica, la geometria i l'astronomia.
La musicologia és, d'ençà del segle xix, l'estudi sistemàtic de la música. Les primeres definicions hi establien tres subcategories: la musicologia sistemàtica, la històrica i la comparada; més recentment, però es tendí a establir diferenciacions entre la teoria de la música, la història de la música i l'etnomusicologia.
Sovint és entesa com aquella que té com a objecte d'estudi la música de cultures no occidentals, la música occidental fora de la tradició clàssica i l'estudi cultural de la música. Després d'anys en què la musicologia i l'etnomusicologia foren tingudes com a disciplines properes però paral·leles que es repartien els objectes d'estudi als quals aplicaven unes metodologies també diverses, en els darrers anys hi ha una saludable permeabilitat entre ambdós camps acadèmics que permet que objectes d'estudi i mètodes que abans semblaven pertànyer només a uns siguin aplicats amb fruits interessants pels altres. La recerca musicològica i especialment l'etnomusicològica són disciplines molt permeables al contacte amb altres disciplines que les enriqueixen, la siguin la psicoacústica, la història, la sociologia o els estudis culturals, entre d'altres.
Moltes universitats ofereixen estudis de grau i de postgrau —o equivalents— en musicologia i en etnomusicologia, ja sigui conjuntament o diferenciats. Semblantment, ofereixen també titulacions paral·leles en educació musical. L'ordenament dels ensenyaments de música a l'Estat Espanyol preveu que tant els conservatoris com les universitats ofereixin estudis de musicologia i d'etnomusicologia, malgrat que els que ofereix la universitat s'anomenin Història i ciències de la música.
Paral·lelament, l'altre gran camp d'estudi sistemàtic de la música és el de la teoria musical que estudia com funciona la música; el seu terreny i objecte d'estudi són el llenguatge i la notació musicals. Identifica els patrons que governen les tècniques de composició que els compositors posen en joc (no pas amb l'enfocament diacrònic que aplica la musicologia històrica). La teoria identifica i analitza els paràmetres o elements de la música: el ritme, la melodia, l'harmonia, la forma, la textura, i basteix teoria i mètode per a posteriors anàlisis (la mateixa anàlisi esdevé objecte d'estudi de la teoria). En sentit ampli, pot incloure l'estudi de qualsevol creença o concepció relativa a la música.
Per la seva banda els teòrics de la 'cognició musical' han posat l'èmfasi en el fet que l'essencial de la música és la seva percepció, de forma que aquest procés psicològic esdevé el seu principal objecte d'estudi, utilitzant elements de l'acústica, la psicoacústica i la psicologia. Aquesta disciplina inclou l'estudi de com la música és processada pels oients. En lloc d'acceptar les pràctiques habituals d'anàlisi, compositives i interpretatives, aborda els processos mentals subjacents a aquestes pràctiques. Qüestions relatives a què és innat en música i a respostes emocionals a la música també són àrees destacades del seu camp de recerca.
Les experiències de persones sordes amb la música, especialment de músics altament qualificats com la percussionista Evelyn Glennie o el violinista Chips Buck mostren que la música és un procés cognitiu més complex que allò que expressions com plaent a l'oïda podrien suggerir, i que la cognició musical aspira a conèixer.

## Tècniques

### De composició
Les tècniques de la creació musical —fossin les de la composició tal com l'entenem habitualment o de la improvisació— tenen tant a veure amb la funció que ha de fer aquesta música com amb la manipulació dels paràmetres principals de la música. En primer lloc els del ritme i la melodia, encaixant dins del marc de les lleis que regulaven aquesta, i que a Europa han estat primerament les de la modalitat i posteriorment les de la tonalitat. Posteriorment han estat les que governen les simultaneïtats: les del contrapunt i les de l'harmonia, amb l'adveniment de la tonalitat. Tot i que a partir del segle xvii els compositors mostraren interès per definir amb quins timbres i instruments imaginaven les seves músiques, la instrumentació i sobretot l'orquestració com a tècniques vinculades a la creació musical no es desenvoluparen fins al segle xix.
El segle xx ha vist com la música engruixia el nombre de possibilitats sonores, des de les sirenes en les obres de Varèse, a les transcripcions de cants d'ocells de Messiaen passant per una gran diversitat de sorolls, molts d'ells creats amb aparells electrònics i d'altra índole que, a més, han vingut a diluir les fronteres no sols entre els diferents elements configuradors del so musical fins llavors sinó també entre so i soroll. El material musical ha estat cada vegada més ampli i divers; les fronteres entre allò musical i allò no musical han anat variant a favor del primer. Al mateix temps, en un procés de retroalimentació, la tècnica —en especial l'electrònica ha desenvolupat nous instruments que han enriquit enormement el ventall tímbric i han modificat el concepte d'instrument. L'atonalitat, el serialisme, la música aleatòria que introduïa elements d'indeterminació en la composició en una proporció mai vista abans, la música estocàstica, la música algorítmica, el puntillisme, la música textural, el minimalisme, la microtonalitat, etc. són algunes de les tècniques de composició incorporades durant el segle passat.

### De notació

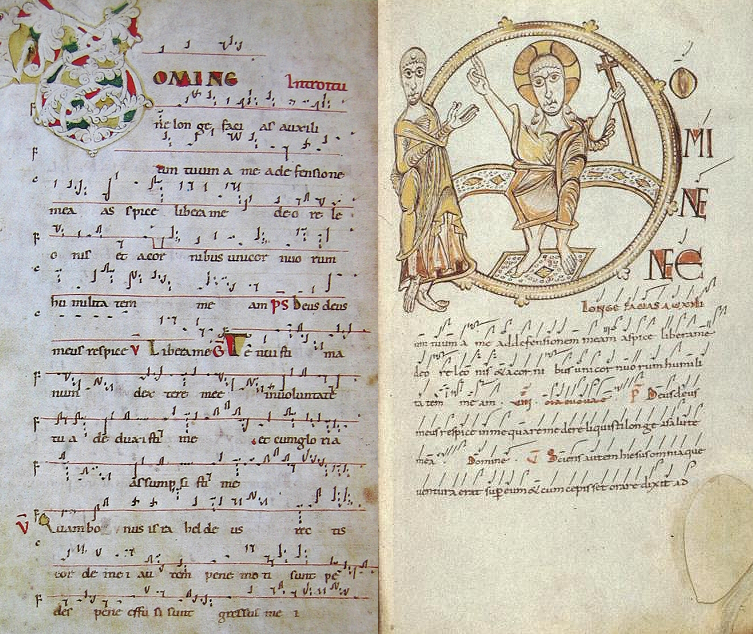
La societat europea va desenvolupar una notació musical que va ser capaç abans de fixar l'altura dels sons que no pas la seva durada. Dues mostres de notació neumàtica del ; a l'esquerra una de diastemàtica i a la dreta una d'adiastemàtica

La notació ha estat una forma de capturar la música en el temps, un recurs per lluitar contra la seva essència efímera. Tradicionalment ha servit per a la memorització i la transmissió de les intencions del compositor o recopilador —o font en general— a l'intèrpret sense haver de recórrer a una comunicació directa.
No tots els sistemes musicals han desenvolupat la seva notació musical. Algunes tradicions continuen essent exclusivament de transmissió oral i no en tenen necessitat.
Hom observa dues grans tipologies de tècniques de notació: les que anoten els sons que cal produir i les que anoten l'acció que cal fer per produir un determinat so o conjunt de sons. La major part de les tècniques de notació desenvolupades a Occident són del primer tipus tot i que també n'han existit del segon com és el cas de les diverses tabulatures alguna de les quals continua en ús en la música popular. Altres tradicions musicals han desenvolupat altres formes de notació; per exemple la música tradicional japonesa ha deixat anotades — amb notacions específiques, per exemple, per a shakuhachi i per a koto — una sèrie de composicions que, així i tot, s'han continuat transmetent de manera oral. El primer sistema requereix un major grau d'abstracció però representa un gran estalvi perquè un únic sistema de notació és aplicable a tots els instruments i al cant.
La tècnica de notació musical occidental neix a Europa a l'alta edat mitjana amb la notació neumàtica emprada en el cant gregorià. Inicialment era adiastemàtica i, en el decurs del temps, esdevingué diastemàtica; posteriorment donà lloc a la notació quadrada, que és a la base de la notació mensural de la baixa Edat mitjana que és a l'origen de la notació actual, una vegada que a partir del segle xvii s'hi incorporessin les barres de compàs. Aquesta tècnica que reflecteix sobretot les altures i les durades dels sons (i en menor mesura la resta de paràmetres com el timbre, el tempo, la intensitat o volum), es complementa amb altres d'accessòries amb formes abreujades com poden ser els xifrats i l'ornamentació.
El mateix concepte occidental de composició musical es fonamenta en la possibilitat que Europa havia desenvolupat ja plenament vers el segle xiv —o fins i tot abans— d'anotar el so amb un grau de precisió que consideraven suficient. En el segle xx el desenvolupament de les tècniques de composició musical i l'eixamplament del concepte de so han fet necessari recórrer no sols a una notable ampliació del sistema de notació sinó, fins i tot, anar a cercar sistemes del tot diferents. Paral·lelament, la possibilitat de l'enregistrament sonor i posterior reproducció ha estat una altra forma de capturar el so que ha restat importància a la notació, si més no en alguns àmbits.
La tècnica de notació i el seu coneixement (la seva lectura tant com la seva escriptura) s'han arribat a considerar tan importants a Occident que han esdevingut, durant segles, la base i el nucli de bona part de l'educació musical.

### D'interpretació
La tècnica d'interpretació se centra, en bona part, en la capacitat d'extreure tots els recursos sonors de l'instrument (i de la veu), inclosa l'excel·lència tímbrica. Aquest és un dels elements principals dels processos d'aprenentatge dels instruments, especialment quan aquest està reglamentat per un sistema docent. Aquestes tècniques es vinculen tant al mateix instrument com a l'estil o estils en els quals aquest instrument es desenvolupa i passa per la lectura i interpretació dels símbols llegits —com a conversió a sons d'aquests símbols—, la reproducció fidel d'obres memoritzades, i la improvisació, segons la tradició en què s'insereix aquesta interpretació.
És objecte de controvèrsia fins a quin punt instruments que tenen característiques semblants comparteixen llurs tècniques d'interpretació i execució, acceptant —en tot cas— que alguns elements els són comuns. Per exemple —en la música occidental— el clarinet i el saxòfon, el violí i la viola, o els diferents instruments de teclat, per posar alguns exemples.
La improvisació, com a cas concret d'interpretació (i a la vegada de composició), té les seves pròpies tècniques, amb variants d'acord amb els estils als quals s'aplica, ja sigui el baix continu, la música vocal del Barroc, el jazz o altres músiques del segle XX, etc. En opinió de John Blacking no s'aprèn a improvisar sinó que se n'aprenen les tècniques; d'aquesta manera la improvisació no és ni fortuïta ni improvisada.

### Anàlisi
L'anàlisi musical —que principalment porten a terme els teòrics de la música i els (etno)musicòlegs també posa en joc un conjunt de tècniques que són diverses segons els objectes analitzats— és a dir, la tipologia d'obres—, els objectius perseguits, i l'adscripció a un o altre determinat corrent analític. Unes tècniques que configuren una determinades metodologies. Entre aquestes destaquen l'anàlisi schenkeriana, els apropaments psicològics a l'anàlisi —en són exemples les tècniques proposades per Leonard Meyer i per Rudolph Réti, les tècniques més formalistes, les tècniques més comparatives, les basades en l'estil –com és el cas de Jan LaRue—, etc. Malgrat aquest aspecte eminentment tècnic de l'anàlisi, l'assignatura anomenada així que s'imparteix als conservatoris ha constituït més sovint un compendi de literatura musical que no pas de tècniques analítiques. També val la pena retenir que malgrat l'essència sonora i vinculada a la percepció auditiva de la música, tradicionalment l'anàlisi s'ha referit molt més a l'anàlisi de partitures que no pas de productes sonors. La psicologia de la música i la cognició musical han canviat aquest panorama des d'aquest punt de vista. L'etnomusicologia i la musicologia han aportat referents externs a l'obra i al fet sonor que han enriquit l'anàlisi.

## Instruments

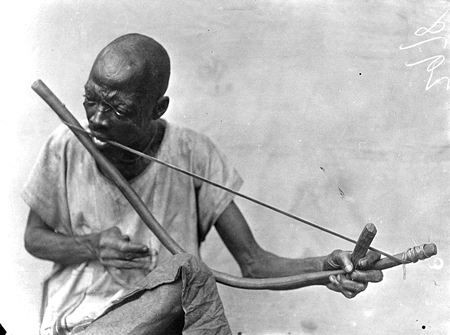
L'arc musical és, segons sembla, un dels instruments més antics. Fotografia feta a Nigèria, ca. 1909-1913

Un instrument musical és qualsevol objecte sonor construït, modificat, manipulat o simplement utilitzat amb el propòsit de fer música, de fer sons musicals. A mesura que s'ha ampliat el ventall de sons considerats musicals i el mateix concepte de música, també ha augmentat el nombre i la diversitat d'objectes i artefactes considerats instruments musicals. En aquesta ampliació hi ha tingut un paper important la tecnologia i en concret l'electrònica.
Especialment en les cultures que han viscut més aïllades, cada instrument ha estat, a la vegada, fruit del context en què apareixia i element condicionant de bona part de la música que es podria produir en aquest context. Tanmateix, lluny d'entendre això com una limitació, les semblances que s'observen entre timbres instrumentals i vocals en moltes cultures fan pensar que, en general, moltes han desenvolupat els instruments capaços de produir els timbres que aquesta desitjava obtenir gràcies a una imaginació i un geni creador sorprenents.
La pràctica instrumental resta sotmesa a lleis, prohibicions, consuetuds i costums socials en moltes societats. Un dels casos més coneguts són les restriccions que imposen moltes pràctiques religioses ja siguin —per exemple en el món islàmic o catòlic; l'altra és la que es vincula a qüestions de gènere.
Quan les societats han reflexionat sobre els seus propis instruments i els han classificat, ho han fet utilitzant taxonomies molt diverses. El sistema xinès referit als materials (el primer del qual es té notícia) o el que empren els teòrics europeus del segle XVI estan lluny dels que ens resulten útils avui en dia. En la pràctica interpretativa d'una part significativa de música occidental continua essent útil la de corda, vent (dividit en vent de fusta i vent metall quan cal) i percussió entenent que aquest darrer grup n'inclou molts que no són realment percudits. Així i tot, la classificació de Hornbostel-Sachs —que es basa en la que ja s'havia utilitzat als primers segles de la nostra era a l'Índia— ha esdevingut acceptada universalment per la seva capacitat de classificar qualsevol instrument que existeixi arreu del Planeta. Aquesta estableix quatre grups d'instruments seguint el criteri del material que vibra: idiòfons, membranòfons, cordòfons i aeròfons, als quals posteriorment es va afegir un cinquè grup, el dels electròfons.
L'estudi sistemàtic dels instruments musicals s'anomena organologia i dedica la seva atenció al so dels instruments —amb l'ajut de l'acústica—, la construcció, la pràctica i usos en societat, així com la seva càrrega simbòlica.

## Relació amb altres disciplines

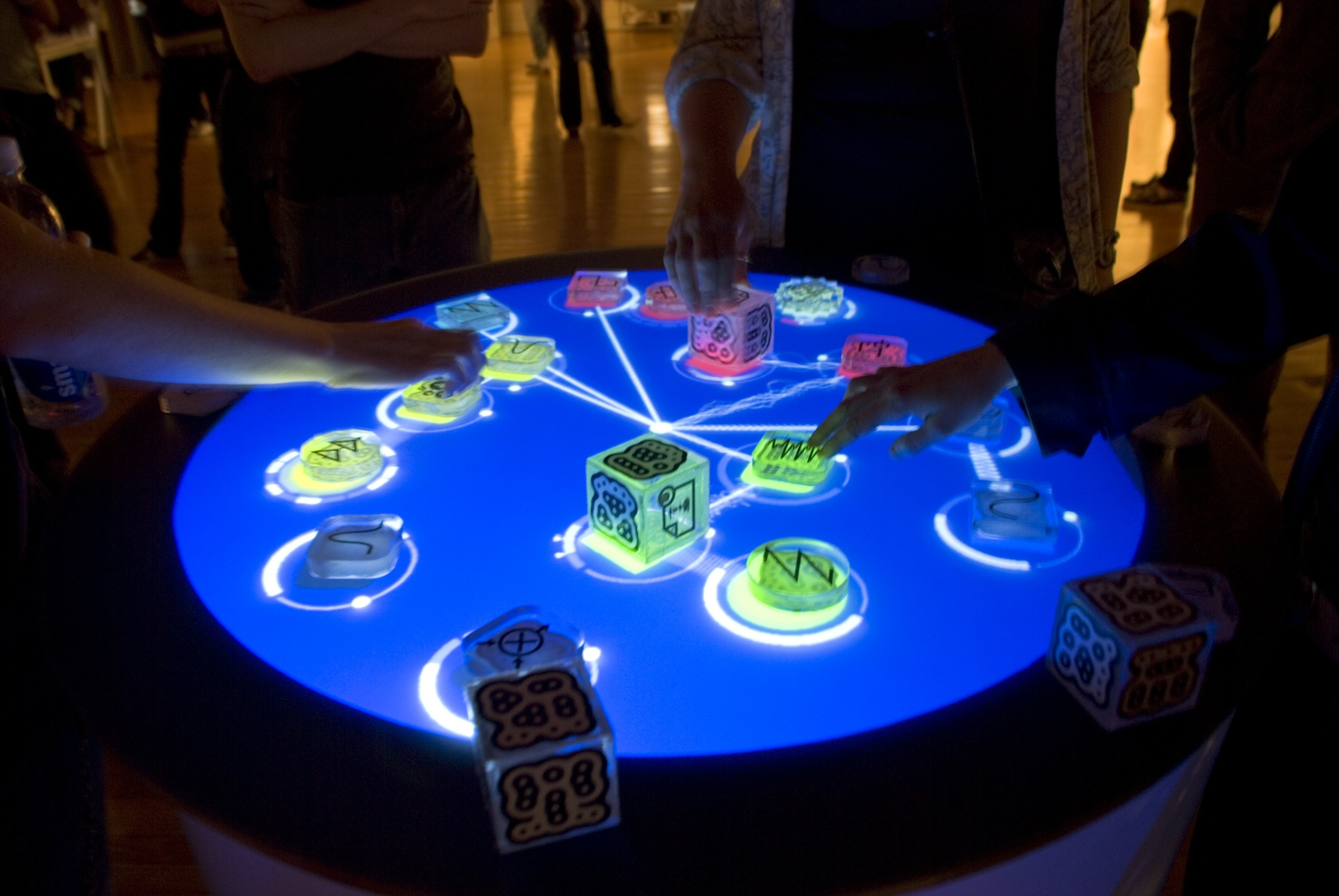
El reactable, un instrument electrònic de grans possibilitats

Tant la música —com a part de la cultura— com el seu estudi tenen intenses relacions amb moltes altres disciplines, ja siguin artístiques, científiques o d'altra índole.
Entre les primeres són especialment intenses les relacions amb les altres arts escèniques, la dansa, el teatre, i el cinema. Ni la dansa es pot entendre sense la música ni és gaire convenient estudiar els fets musicals desvinculant-los del cos i del moviment corporal que els fan possibles. La composició de música per al teatre ha donat lloc a moltes obres de música circumstancial, mentre que la relació amb el cinema ha donat lloc a bandes sonores, a música per a videojocs, per a spots publicitaris, etc.
Pel que fa a les relacions amb disciplines científiques, cal parlar de l'acústica com a branca de la física, la psicologia de la música, l'antropologia musical, la tecnologia en l'accepció més àmplia possible del mot, la relació amb la neurobiologia i amb la medicina, relació en la qual destaca, especialment, la musicoteràpia.
En el darrer grup són objecte d'estudi molt especial les relacions entre la música i la religió (o les religions); en un altre ordre de coses, les relacions entre la música i el dret rauen especialment tot el que fa referència a l'explotació dels drets: d'autor, de reproducció, d'explotació, etc.

### Música i tecnologia
A la nostra societat la tecnologia ha esdevingut un element cabdal per a l'existència dels fenòmens musicals fins al punt que serien inimaginables en aquests els formats actuals sense aquesta realitat tecnològica. D'ençà de la possibilitat d'enregistrar el so i reproduir-lo posteriorment, la tecnologia musical ha tingut un paper cada vegada més important en la difusió de la música —sobretot d'enregistraments però també de música en directe— en els hàbits de les persones, en les tècniques de composició, en la carrera de canvis en els gèneres i els estils musicals, i en les indústries musicals.
Parlem de la ràdio, la televisió, el cassette, el walkman, l'LP, el CD, el MIDI, el DVD, l'MP3 i altres formats comprimits, el vídeo i el videoclip, l'MTV, el karaoke, els samplers, els seqüenciadors, Internet, youtube, MySpace i altres plataformes semblants, etc. sense oblidar l'amplíssima gamma d'instruments electròfons sense els quals gèneres com el rock i els seus subgèneres, el rap o el hip-hop no es poden concebre. Tots ells representen elements molt diversos alguns d'ells complementaris, altres successius en els temps, que han tingut papers de primer ordre en el canvis d'hàbits del productors, dels intermediaris i dels receptors de música, fins a arribar a la situació actual; és de suposar que el futur de la música a la nostra societat resti estretament vinculat a la tecnologia.
La música ha jugat, també, un paper de primer ordre en altres terrenys no estrictament –o no només— musicals que també s'han desenvolupat gràcies als avenços tecnològics. Entre aquests destaquen la música per al cinema, per als videojocs, etc.
Un aspecte més recent és la música feta amb intel·ligència artificial. La música composta per ordinadors no és nova, de fet és una pràctica que es remunta a la dècada dels cinquanta. Malgrat això, el 2017, quan la banda MUSE va generar un videoclip pel seu single Dig Down utilitzant la IA, el panorama va canviar completament. L'eina que va emprar la banda era el rastreig per Internet per trobar centenars d'hores d'imatges de famosos. Tot seguit, l'eina va endreçar els clips fent ús de senyals temporals de la cançó, fent que cada paraula la pronunciés una persona diferent. Dos anys després, el grup YACHT va presentar una nova revolució per al món de la música i la tecnologia, emprant la IA per crear música. Després, la banda va seleccionar a mà les composicions de la IA que més els agradaven i les van incorporar a cançons del seu àlbum Chain Tripping.
Aquests van ser els inicis i, avui en dia, observem com cada vegada la IA està més present al món de la música. La possibilitat de crear peces musicals amb l'ús de programes d'IA és una opció que ja està a l'abast de qualsevol persona amb un dispositiu electrònic i connexió a internet. Existeixen diverses eines, més simples o complexes, que permeten aquest succés. Algunes d'elles són Amper Music, Loudly, Musenet, MusicLM, etc. Cada mes en surten de noves, cada vegada amb més freqüència.

### La musicoteràpia
La musicoteràpia és l'ús de la música com ajuda a en determinats trastorns i disfuncions per afavorir el benestar físic, mental i emocional.

### Drets de propietat intel·lectual
A Espanya la durada del dret de propietat intel·lectual és de setanta anys post mortem autori, és a dir, comptats des del primer dia de l'any següent (primer de gener) de l'any de la mort de l'autor. Les composicions musicals, amb lletra o sense pertanyen a l'autor, qui les pot cedir per la seva reproducció, distribució, comunicació pública i transformació. La reproducció, comunicació pública i distribució de fonogrames i altres correspon als productors de fonogrames amb una durada del dret de cinquanta anys comptats des del primer de gener de l'any següent a la gravació.

### La importància de la música
No hi ha dubte que l'etapa de la infantesa és el moment en què l'esser humà està més receptiu als nous estímuls del món exterior. El nen és una esponja que absorbeix tot allò que es troba al seu voltant, és a dir, és el receptor de tots aquells tipus d'experiències sensorials i coneixements que va processant i que li serviran durant la seva estada adulta en aquest món. Paral·lelament a açò, el nen va desenvolupant les seves capacitats psico – motrius a passos agegantats amb visibles progressos en la seva parla, en el seu caminar i en la seva coordinació en general. Per aquest motiu, aquest és el moment ideal per a donar-li l'oportunitat perquè desenvolupe algunes habilitats particulars, com ara, la música. En aquesta etapa el nen serà capaç de portar a terme l'ensenyament de l'execució d'un instrument musical al mateix temps que fa qualsevol tipus d'activitat psico – motriu. Avançarà tant en aquest camp que li resultarà com un joc divertit i, fins i tot, fàcil. En comparació a un adult, aquest ensenyament li resultarà més fàcil i ràpid.
Per altra banda, el nen té altres avantatges respecte a l'adult, que no té cap obligació, perquè disposa de més temps per a estudiar que farà que li dedique més temps. Aquest procediment farà que a la llarga obtinga millors resultats.
Conforme va passant el temps, els adults deuen inculcar als nens la facultat d'aprofitar al màxim l'estudi del seu instrument doncs a mesura que es van fent grans, les obligacions són majors i els factors de distracció augmenten. Cal guanyar-li temps al temps.
Un dels aspectes més importants de la música i de l'ensenyament de l'execució d'un instrument, és que podrà servir al xiquet com a refuig davant de qualsevol problema que la vida li plantege.
A més, l'ensenyament musical incideix directa i positivament en el desenvolupament intel·lectual del nen. Amb el pas del temps, van quedant establerts els beneficis de l'oïda i de la parla (comprensió en el procés de comunicació). No resta dir que els beneficis que comporta sensorials i psicomotrius també són visibles en edats primerenques. Un altre gran benefici que aporta la música és la millora de la seva capacitat d'expressió i, per tant, el desenvolupament de la seva personalitat. Com a docents, a l'aula de música podem proposar activitats en les quals els xiquets hagen de dibuixar o expressar amb el cos allò que una determinada peça els transmet. D'aquesta forma podrem conèixer el món personal del xiquet, que ens mostrarà el seu nivell de desenvolupament i de desitjos, el que ens donarà pistes per enfocar millor la seva educació basant-se en les seves aptituds naturals.
Per acabar, la música té el potencial d'apropar a les persones que la comparteixen. És en aquest sentit quan el nen és capaç d'expressar-se cantant, fins i tot inventant lletres per a les melodies i compartir-les amb la resta de companys o familiars, aconseguint una major empatia amb ells. Serà aleshores quan tracte de millorar la seva vocalització perquè serà un repte per a ell entonar la seva veu amb les notes musicals. Podrà dur a terme un autoaprenentatge, perquè mitjançant l'execució de l'instrument podrà saber quina és l'entonació correcta que tractarà de buscar amb la seva veu mitjançant algunes cançons que haurà memoritzat.
En suma, els beneficis que la música aporta als nens són inqüestionables.